# Eleazar, o Exorcista
Eleazar, possivelmente um essênio, foi um renomado exorcista da Palestina na segunda metade do século I, durante a primeira guerra dos judeus contra o Império Romano, entre os anos 66 e 70 da era cristã. 
De acordo com o historiador Flávio Josefo, que afirma ter sido testemunha dos fatos, Eleazar, com seus exorcismos, livrou da possessão de demônios  um grupo de pessoas na frente do imperador Vespasiano, seus filhos, oficiais e soldados. Na época, Vespasiano era governador da Judeia, só vindo a se tornar imperador em 69. O ritual consistia em colocar, debaixo do nariz do possuído, um anel recheado de raízes que teriam sido prescritas pelo rei Salomão. O cheiro forte levava a pessoa a espirrar várias vezes e o espírito saía pelo nariz. Para dar impacto à cena, Eleazar colocava uma bacia de metal cheia de água – ao ser expulso, o demônio esparramava o líquido com grande estardalhaço.
Ao contrário de outros exorcistas e milagreiros, Eleazar não é citado na literatura rabínica. Só sabemos de sua existência através de Josefo.